# Сретен Драгојловић
Сретен Драгојловић (Краљево, 6. мај 1938 — Горњи Милановац, 2. септембар 1971) био је угословенски и српски кошаркаш, а након тога кошаркашки тренер и функционер.

## Играчка каријера
Каријеру је започео у родном Краљеву, играјући ѕа Слогу. Након тога долази у Београд и највећи део своје каријере провео је у Црвеној звезди за коју је играо од 1957. до 1967. године. У Звезду га је довео такође некадашњи играч Црвене звезде, Срђа Калембер. Већ у другој сезони је био међу најбољим стрелцима. У Звезди је одлично сарађивао са Ратомиром Вићентићем и Владимиром Цветковићем. У сезони 1963. године сва три играча су имала невероватан учинак. Драгојловић је имао изврстан просек од 28,2 поена по мечу (395 поена у 14 утакмица). По просеку је био најбољи стрелац клуба док је Владимир Цветковић бележио 25,5 поена (459 на 18 мечева), а Ратомир Вићентић 18,9 (340 поена на 18 утакмица). Треба напоменути да у то време тројке нису биле ни у плановима за увођење. Ипак није успео са Звездом да освоји нити један трофеј. Током тих 10 година у Црвеној звезди одиграо је 155 утакмица и постигао 2437 поена. Последњу утакмицу у Црвеној звезди одиграо је 23. јула 1967. године против Борца.

### Репрезентација
За репрезентацију Југославије Драгојловић је одиграо 49 утакмица и постигао укупно 245 поена. Освојио је злато на Медитеранским играма у Бејруту 1959. године. Освојио је и сребро на Европском првенству у Београду 1961. године, када је био четврти стрелац екипе са просеком од 8 поена по утакмици. Била је то прва кошаркашка медаља на највећим такмичењима за Југославију. Играо је и на Олимпијским играма 1960. у Риму, када је постигао укупно 25 поена у осам утакмица.

## Кошаркашки функционер
После завршетка играчке каријере био је тренер женског тима Црвене звезде. А након тога радио је у Кошаркашком савезу Југославије (КСЈ) на разним функцијама.

## Остало
Лично је из краљевачке Слоге у Црвену звезду довео Љубодрага Симоновића, играча који ће обележити једну епоху у овом клубу, али и репрезентацији Југославије. Погинуо је 1971. године у саобраћајној несрећи, док је ишао да посети болесног оца. Њему у част, Црвена звезда је заједно са Слогом организовала турнир који је носио његово име.